# Salazar Barreiros
Salazar Barreiros (Getulina, 15 de junho de 1939 — Cascavel, 5 de fevereiro de 2021) foi um advogado e político brasileiro, duas vezes prefeito do município de Cascavel, Oeste do Paraná.

## Biografia
Formado em Direito, mudou-se para Cascavel onde atuou na advocacia e na agricultura. Foi presidente da Coopavel, antes de ingressar na política. 

### Prefeito
Elegeu-se prefeito do município de Cascavel por duas vezes, em 1989 e em 1997, mas deixou a política após o último mandato.
Em sua primeira gestão iniciou a construção do novo paço municipal, denominado "José Silvério de Oliveira". A pedra fundamental do paço foi cravada em 6 de setembro de 1991, junto com uma cápsula do tempo, que foi aberta em 2016, na presença do então prefeito Edgar Bueno e Barreiros
Suas outras obras foram a criação do calçadão da Avenida Brasil, que estreitou e modificou o traçado reto da via, e os terminais de transbordo leste e oeste, obras desfeitas em 2017 pelo Programa de Desenvolvimento Integrado, que devolveu o traçado reto da via e substituiu os terminais por outros maiores.

## Morte
Morreu em 5 de fevereiro de 2021, após não resistir a uma infecção em decorrência de cirurgias na coluna às quais foi submetido.